# Иорданский, Михаил Вячеславович
Михаил Вячеславович Иорданский (1901 — 1990) — советский композитор, Заслуженный деятель искусств РСФСР (1975).

## Биография
Родился 15 декабря (28 декабря по новому стилю) 1901 года в Коврове Владимирской губернии в семье судебного пристава Вячеслава Александровича Иорданского и его жены — Варвары Владимировны, преподавательницы иностранных языков, хорошо игравшей на фортепиано.
В 1915—1918 годах обучался в Московской консерватории. В 1918 году вступил в Красную Армию. В 1919—1921 годах служил в Первой Конной армии, одновременно работал в армейской самодеятельности и вёл культурно-просветительную работу. В 1921—1924 годах продолжил обучение, учился в Москве в Музыкальном училище им. Гнесиных по классу фортепиано у Евгении Гнесиной и теории музыки у А. Т. Гречанинова.
В 1930 году окончил Московскую консерваторию по классу композиции А. Н. Александрова (ранее занимался в классе Г. Э. Конюса, по инструментовке — у С. Н. Василенко.
В 1935—1941 годах Иорданский заведовал музыкальной частью Государственного театра эстрады для детей. В 1933—1952 годах был редактором «Музгиза». В 1948—1952 годах — главный редактор издательства Музфонда СССР.
Автор популярных детских песен «Песенка о чибисе» («У дороги чибис»), «Голубые санки», «Сверчок»  и др.
Умер в 1990 году. Имя Иорданского носит детская школа искусств № 2 города Коврова.

## Воспоминания современников
Михаил Вячеславович Иорданский, которого, по-моему, все называли чибисом. И не только потому, что он написал симпатичную песню «У дороги чибис», но и потому, что он сам был похож на эту птицу — веселый добродушный.— Дом ста роялей — Огарева, 13. Издательство: ТОНЧУ, 2010. 640 с. ISBN 978-5-91215-048-7